# Teamsters Québec
Teamsters Québec est un syndicat ouvrier affilié à Teamsters Canada et à la Fédération des travailleurs du Québec qui regroupe plus de 35 000 travailleurs dans la province. Les syndiqués de Teamsters Québec proviennent des secteurs de l'Alimentation, la Buanderie, la Cimenteries, l'Hôtellerie, l'Industrie pharmaceutique, l'Industrie manufacturière, la Livraison, la Restauration, du Textile et du vêtement et du Transports.

## Locaux des Teamsters

### Section locale 931
Le syndicat compte 1600 travailleurs syndiqués chez Purolator au Québec.